# 도쿠다이지 사네쓰네
도쿠다이지 사네쓰네(일본어: 徳大寺実則, 1840년 1월 10일(덴포 10년 12월 6일) ~ 1919년(다이쇼 8년) 6월 4일)는 막말부터 메이지 시대까지 활동한 공경(公卿)이자 관료이다. 메이지 천황의 시종장을 역임하였다.

## 생애
존왕양이파의 공경으로 활약하였으며 1862년(분큐 2년)에 국사어용괘, 다음 해에는 의주(議奏)가 되었지만, 1863년(분큐 3년)에 일어난 8월 18일의 정변에 관련되어 근신하게 된다. 왕정복고 이후 1868년(게이오 4년) 1월에 메이지 정부에 참여하여 의정(議定)으로서 내국사무총독(内国事務総督)을 겸하였고, 2월에는 내국사무국독(内国事務局督), 1869년(메이지 2년) 내정직지사(内廷職知事), 그 다음에는 대납언(大納言)에 이르렀다.
1871년에 궁내성에 들어가서 시종장과 궁내경을 겸임하였다. 1891년에 내대신 겸 시종장이 되어서 메이지 천황의 측근으로서 천황이 붕어할 때까지 보좌하였다. 메이지 천황의 정치 관여에는 강하게 반대하여 모토다 나가자네(元田永孚) 등이 시보(侍補)를 설치하여 천황 친정 운동을 벌일 때에도 이를 저지하고자 하였다. 또한 자신의 정치적 관여도 강하게 경계하여 시종장 재임 중에 정계에 진출한 친동생 사이온지 긴모치(西園寺公望)와도 공적 장소 이외에서는 대화하지 않았다고 전해진다.
| 전임 도쿠다이지 긴이토 | 제29대 도쿠다이지 가 당주 | 후임 도쿠다이지 긴히로 |